# Lesparre-Médoc
Lesparre-Médoc är en kommun i departementet Gironde i regionen Nouvelle-Aquitaine i sydvästra Frankrike. Kommunen ligger i kantonen Lesparre-Médoc som tillhör arrondissementet Lesparre-Médoc. År 2022 hade Lesparre-Médoc 5 862 invånare.

## Befolkningsutveckling
Antalet invånare i kommunen Lesparre-Médoc
Referens:INSEE